# 다카타키촌
다카타키촌(高滝村)은 지바현 이치하라군에 존재하다가 쇼와시대 대합병으로 폐촌된 촌이다. 현재의 이치하라시 남부에 해당한다.

## 역사
- 1889년 4월 1일 - 정촌제 시행에 수반해 이치하라군 다카타키촌이 성립하였다.
- 1954년 1월 15일 - 도야마촌, 사토미촌, 시라토리촌과 합병해 가모촌이 되어 소멸하였다.
- 1967년 10월 1일 - 가모촌과 난소정이 이치하라시에 편입해, 가모촌은 소멸하였다.

## 교통

### 철도
- 도요 고속 철도
  - 도요 고속선

## 참고문헌
- 小沢治郎左衛門『上総国町村誌 第一編』1889年。NDLJP:763698。
- 千葉県市原郡教育会『千葉県市原郡誌』千葉県市原郡、1916年。NDLJP:951002。
- 『明治22年千葉県町村分合資料 七 市原郡町村分合取調』1889年。